# Bastasi (Banja Luka)
Pour les articles homonymes, voir Bastasi.
Bastasi (en serbe cyrillique : Бастаси) est un village de Bosnie-Herzégovine. Il est situé sur le territoire de la ville de Banja Luka et dans la république serbe de Bosnie. Selon les premiers résultats du recensement bosnien de 2013, il compte 184 habitants.

## Géographie
Le village est situé au bord de la rivière Vrbas, un affluent droit de la Save.

## Démographie

### Évolution historique de la population dans la localité
| 1948 | 1953 | 1961 | 1971 | 1981 | 1991 | 2013 |
| ---- | ---- | ---- | ---- | ---- | ---- | ---- |
| 614  | 695  | 788  | 737  | 675  | 493  | 184  |

|  |